# Mailleroncourt-Saint-Pancras
Mailleroncourt-Saint-Pancras – miejscowość i gmina we Francji, w departamencie Górna Saona, w regionie Franche-Comté. Według danych na rok 2009 gminę zamieszkiwało 210 osób.